# Ciron (rivière)
Pour les articles homonymes, voir Ciron.
Le Ciron est une rivière du Sud-Ouest en France et un affluent gauche de la Garonne, en région Nouvelle-Aquitaine.

## Toponymie et étymologie
Le Ciron tire son origine du latin Sirio ou Sirione. 

Au Moyen Âge, il se jetait dans la Garonne plus au nord ; au niveau de Cérons auquel il a donné son nom qui est Siron en gascon.

## Géographie
Le Ciron naît à l'extrémité est des Landes de Gascogne, juste au nord de l'extrémité des cônes de déjection de l'érosion de la partie occidentale de la chaîne des Pyrénées.
Il creuse les plateaux en formant les « gorges du Ciron » de Préchac à Villandraut, puis se jette dans la Garonne à Barsac, en aval de Langon.
La longueur de son cours est de 96,9 km.
Sa pente est de 1,8 % en moyenne et seulement de 1 % en fin de parcours. 
En période de hautes-eaux, son débit dépasse les 10 voire 12 mètres cubes à la seconde (m3/s).
Son bassin versant couvre 1 311 km2.

### Départements et communes traversés
- Landes : Lubbon
- Lot-et-Garonne : Houeillès, Allons, Sauméjan, Pindères
- Gironde : Lartigue, Saint-Michel-de-Castelnau, Giscos, Goualade, Lerm-et-Musset, Escaudes, Cudos, Bernos-Beaulac, Lucmau, Pompéjac, Préchac, Uzeste, Villandraut, Noaillan, Léogeats, Budos, Sauternes, Bommes, Pujols-sur-Ciron, Preignac, Barsac.

## Principaux affluents
| - (D) Ruisseau de Lagoutère : 10,1 km - (G) Ruisseau d'Allons : 9,3 km Allons - (G) Ruisseau du Thus : 15,8 km - (D) Ruisseau de Barthos, des environs de Grignols : 22,7 km - (G) Ruisseau de Gouaneyre, de Captieux : 23,4 km - (G) Ruisseau de Lucmau : 13,9 km - (G) Ruisseau de Taris : 11,3 km - (D) Ruisseau de la Clède, de Lignan-de-Bazas : 8,9 km - (G) le Baillon, en aval de Villandraut : 18,7 km - (G) Ruisseau de la Hure, de Saint-Symphorien : 33 km - (G) l'Origne d'Origne et Balizac - (G) le Tursan, de Guillos : 17,5 km - (G) L'Arec ou Ruisseau de la Mouliasse, de Landiras : 10,7 km |

### Affluents
Le Service d'administration nationale des données et référentiels sur l'eau (SANDRE) et le Système d'Information sur l'Eau du Bassin Adour Garonne (SIEAG) ont répertorié 248 affluents et sous-affluents du Ciron. 

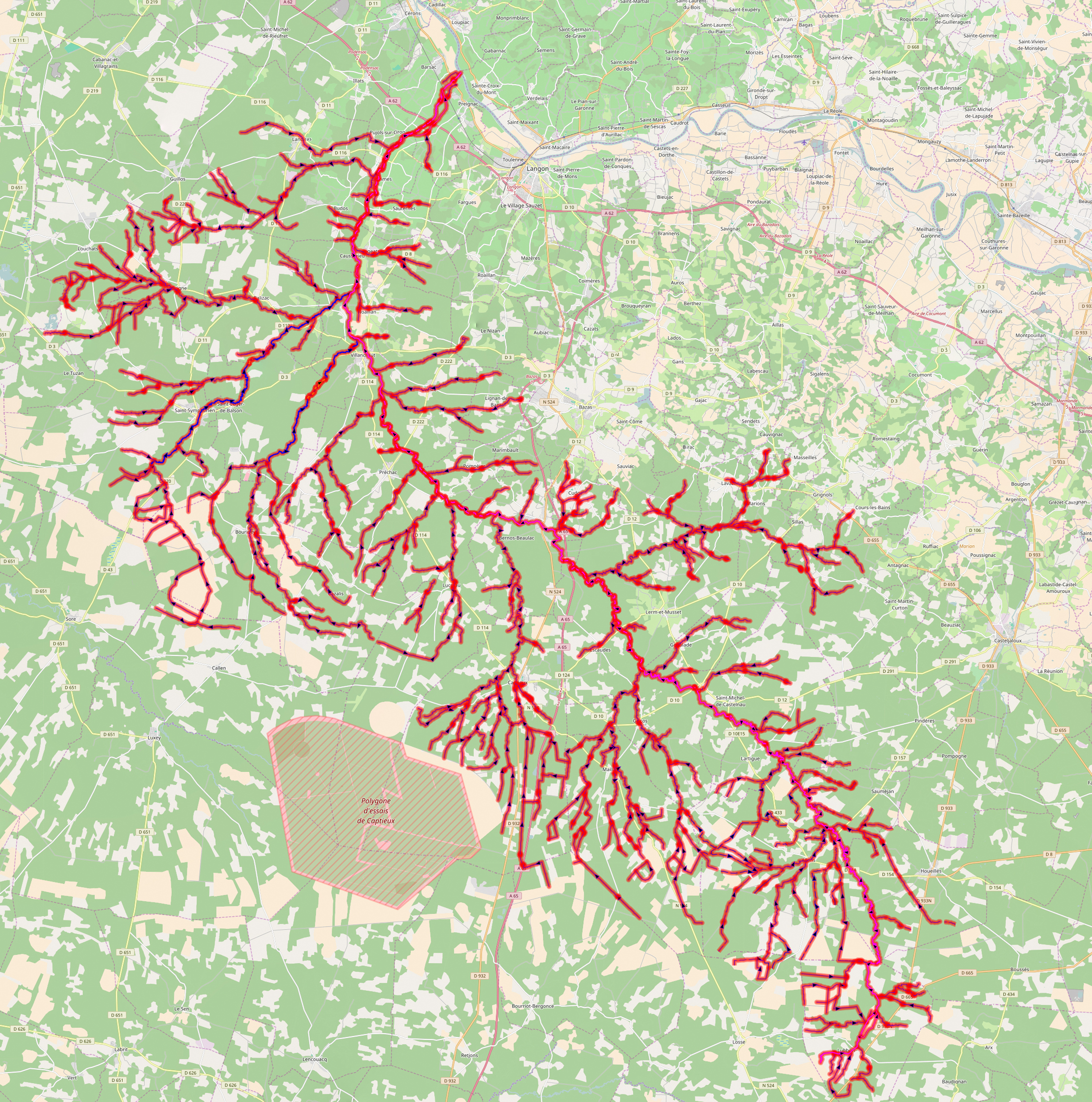
Les affluents du Ciron.

Dans le tableau ci-dessous se trouvent : le nom de l'affluent ou sous-affluent, la longueur du cours d'eau, son code SANDRE, des liens vers les fiches SANDRE, SIEAG et vers une carte dynamique d'OpenStreetMap qui trace le cours d'eau.
| Le Ciron | 96,9 km | O95-0400 | « Fiche SANDRE » | Fiche SIEAG | OpenStreetMap |

### Climat
Le climat locorégional est un climat aux hivers doux et aux étés modérément chauds grâce à l'influence atlantique, mais localement influencé par les cours d'eau dont le Ciron et sa forêt galerie qui assurent une température constamment très fraiche au Ciron.  
L'humidité ambiante apportée par le Ciron favorise l'apparition de brumes matinales favorables au développement sur la vigne de Botrytis cinerea, avant que cette rivière ne se jette dans la Garonne qui reste plus chaude. La différence de la température entre ces deux favorise, en automne, ce phénomène. C'est aux bienfaits de ce champignon que le vignoble du Sauternes et le vignoble de Barsac doivent leur qualité et leur réputation.
Cette particularité, température très basse (au moyen 13°C et en hiver 3 ou 4°C), peut être menacée par les changements climatiques. En été 2019, elle augmenta déjà jusqu'à 21 ou 22°C.  
De surcroît, le projet d’implantation de la LGV Bordeaux-Toulouse, Bordeaux-Dax fait craindre des perturbations du microclimat local et ainsi la mise en péril des vignobles du Sauternais et de la hêtraie relictuelle.

## Histoire

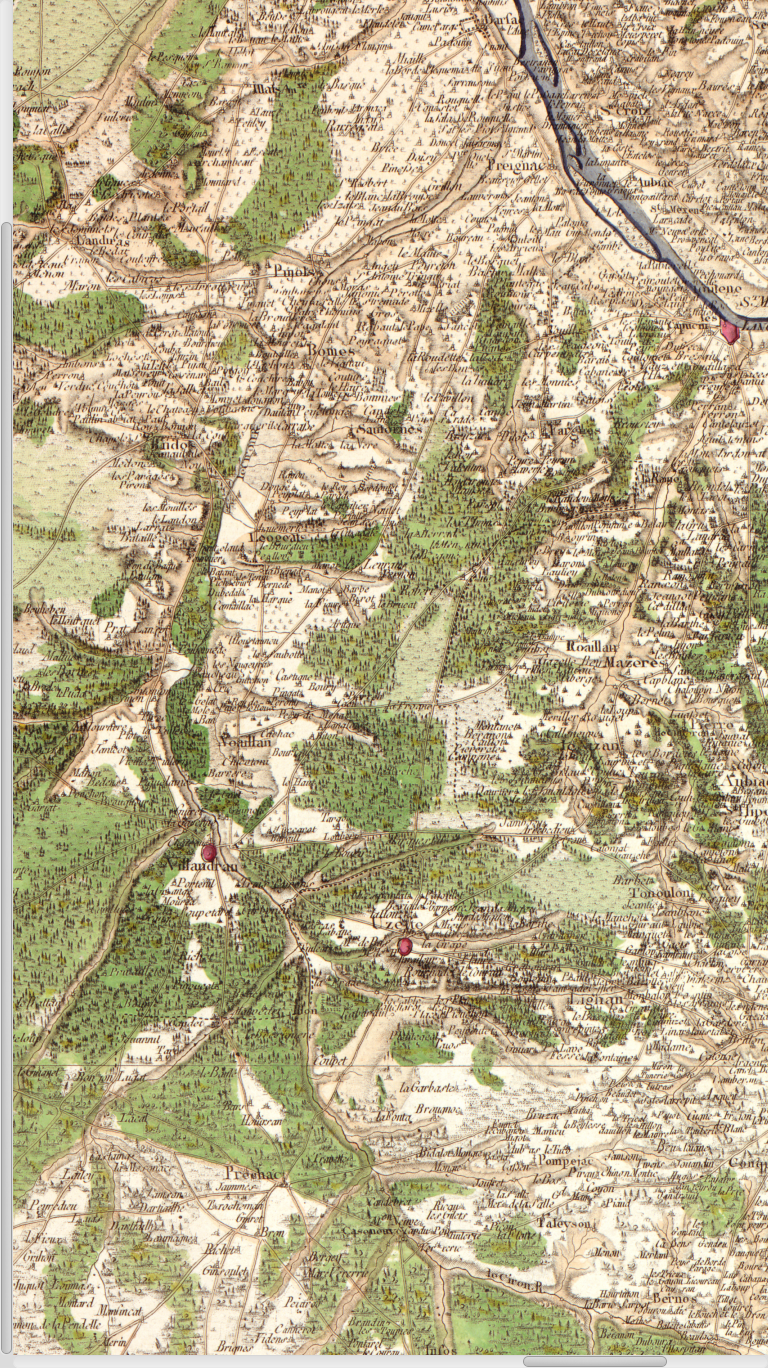
Le Ciron, Cassini, 1756.

La région connait une occupation préhistorique, puis gauloise et gallo-romaine. 
Le Ciron est une ancienne voie de navigation (sur une partie de son cours) mais aussi de flottage de bois ; On y a ainsi transporté du bois de forge et de chauffage, dont pour la ville de Bordeaux, puis des échalas de pin pour la vigne, et même comme en 1865 de « poteaux de mines » en trains de radeaux flottants récupérés à Barsac ou plus loin et chargés sur des bateaux vers Bordeaux puis l'Angleterre.

Le flottage était rendu praticable depuis le moulin de la Trave jusqu'à celui de Pernaud, sur une longueur de 24.000 mètres. Un arrêt du conseil de 1780 ordonna les travaux nécessaires pour l'étendre du moulin de Beaulac jusqu'à la Garonne, afin que les radeaux pussent arriver jusqu'à la rivière, et qu'on ne fut plus obligé de les défaire près du moulin de Pernaud.

Les radeaux étaient divisés en six on huit travées, attachées les unes aux autres de manière à former une espèce de charnière au point de réunion ; ainsi, chaque travée pouvait se plier en contre-haut ou en contrebas, et suivre les différentes inflexions de la surface des eaux.

Au passage des pertuis, ces travées, composées tantôt de planches, tantôt de merrains, de bois à brûler ou d'échalas, équivalent chacune à un peu plus d'une charretée.

Les radeliers étaient des hommes venant de Noaillan, Villandraut, Bommes, Sauternes et Barsac qui, une fois leur travail accompli, rentraient à pied. En 1923, ce sont 900 000 tonnes de bois qui ont ainsi été transportées ; ce mode de transport de marchandises n'a cessé qu'en 1930.
Au Moyen Âge, Le château de la Trave (château fort terminé vers 1310) verrouille la vallée et une passerelle de bois traversait le Ciron à La Salle; il fut construit par le neveu du pape Clément (qui a fait construire d'autres châteaux de la région, à Budos et Villandraut dans un style dit « style clémentin »). Le cours d'eau est peu à peu maitrisé et les gués remplacés par quelques ponts. Dans la région du Sauternais, seul le « pont d’Aulan » permet (à Bommes) de traverser le Ciron à pied sec ; il a été construit en châtaignier par le seigneur de Budos vers le XIIIe siècle puis reconstruit en pin en 1793 puis remplacé par une passerelle. D'autres ponts existaient à Cazeneuve (pont détruit par la crue de 1735), Villandraut (pont détruit lors des guerres de Religion et non reconstruit durant 170 ans), et Barsac et un Pont des Chartreux était cité en 1568.
Plusieurs châteaux bordent le Ciron, dont le château de Cazeneuve, dit « château de la Reine Margot » car elle y a été assignée à résidence par Henri IV son mari (avant que ce dernier ne le vende à Raymond de Vicose). 
L'économie de la vallée a longtemps été essentiellement rurale. 
Une forêt de pins est artificiellement plantée dans les landes à l'époque napoléonienne, ce qui explique l'apparition du gemmage dans une partie du bassin versant du Ciron, encouragé par une forte hausse du prix de la résine après la Première Guerre mondiale (hausse de courte durée, suivie d'une baisse régulière notamment à partir de la crise de 1929. Selon Icre (1954), dans la vallée du Ciron, les sols plus acides des landes ont longtemps favorisé le « système  de  culture  landais  seigle-millet » puis « les influences garonnaises ont fini par se faire sentir jusqu'au Ciron : le blé, les plantes fourragères ont pénétré partout, le tabac a progressé. Mais la forêt occupe la plus grande part du sol, elle tient à la fois une place importante dans le paysage et dans le genre  de vie des habitants » (le polyculteur-éleveur-résinier est selon lui encore prépondérant au début du XXe siècle et jusque dans les années 1930) et « le  gemmage  n'a  gardé quelque importance que sur le versant du Ciron, où la proportion des résiniers par rapport au nombre total des exploitations varie entre 30 et 80 % selon les communes »
La conjonction d'une disponibilité en bois et de la force hydraulique du cours d'eau attire aussi des industries (moulin, papeterie, verrerie, forge, centrale hydroélectrique de la Trave). Depuis le XIIe siècle des dizaines de moulins ont été construits sur le Ciron et alimentés par son eau. Le moulin à farine de Caussarieu a ainsi fonctionné du XVe siècle à 1960. Et des déchets de four à verre peuvent encore être trouvés dans le lit du Ciron.  
En tout, douze ponts auraient été construits sur le Ciron.

## Écologie, patrimoine naturel
La forêt galerie ou les ripisylves installées sur les flancs des gorges karstiques du Ciron et l'ensemble de la hêtraie relique (ou « cryptique ») de la vallée du Ciron forment un ensemble écologique et hydrographique atypique pour le plateau landais. La hêtraie semble proche des forêts mixtes pyrénéennes de pente et de ravin, à tilleuls et à érables dites du Tilio‑Acerion (de Tilia, le tilleul, et Acer, lʼérable),, tout en s'en différenciant car ici le hêtre est dominant et non une espèce compagne ; de plus, « la présence du hêtre à basse altitude sous climat landais peu favorable à cette essence ombrophile, et sur sables calcaires, est unique » ; elle explique « un cortège d’espèces fongiques tout à fait remarquables ». 
Durant la dernière glaciation, alors que le rivage atlantique était bien plus bas et éloigné à l'ouest, le plateau landais était couvert d'une maigre végétation polaire, mais les gorges du Ciron ont constitué un refuge pour une forêt de hêtre et d'autres espèces. Depuis 10 000 ans, la température est remontée, mais la vallée et ses petites gorges continuent à jouer un rôle de refuge et ses hêtres sont toujours là . Selon les données issues de datations au carbone 14 faites par l'INRA, la hêtraie de la forêt de la Vallée du Ciron est une « forêt relicte », qui existe depuis 43 000 ans au moins et qui a persisté durant toute la dernière glaciation. Elle est d'une lignée génétique différente de celles des Landes ou des Pyrénées.
Ceci fait de la vallée du Ciron un point chaud de biodiversité pour la région ; une « véritable Arche de Noé de la biodiversité » selon l'INRA qui abrite encore des espèces devenues rares et qui sont bioindicatrices d'un haut niveau de biodiversité (vison d'Europe, loutre, écrevisse à pattes blanches, Lamproie de Planer, Toxostome, tortue cistude d'Europe, aigle botté, Circaète Jean-le-Blanc 17 espèces de Chiroptères…), mais qui est vulnérable et notamment menacée par le dérèglement climatique et certaines espèces exotiques envahissantes telles que le robinier faux-acacia (qui peut fixer l'azote atmosphérique, eutrophiser les milieux et ainsi banaliser la flore). Ainsi ont été récemment découverts sur le site une nouvelle espèce de brochet (2015), une nouvelle espèce de Vandoise et l'inventaire des champignons a été porté à 1 300 espèces. La flore comprend aussi des espèces rares pour la région landaise (Carpinus betulus, Tilia cordata, Tilia platyphyllos, Acer campestre, Acer pseudoplatanus, Acer platanoides, Corylus avellana, Lonicera xylosteum, Mercurialis perennis, Convallaria majalis, Melica uniflora, Phyllitis scolopendrium, Astragalus glycyphyllos, Equisetum hyemale, etc.).
Une partie des hêtres comptabilisés en 2006 par un inventaire naturaliste de la SEPANSO a été abattue par la tempête Klaus au début de 2009, mais les inventaires de 2013 et 2014 ont montré que 7 095 hêtres de tous âges persistaient, dont 756 grands hêtres adultes. Bien qu'elle soit en partie détruite ou dégradée, on y trouve encore des cortèges de lichens et de mycocénoses particulières. Ces communautés incluent notamment champignons mycorhiziens fageticoles (mycorhiziens obligatoires du hêtre ou fortement associés à cette essence, tels que cortinaires, inocybes, lactaires, russules, amanites). Ces hêtres-reliques comptent parmi les derniers témoignages de la présence de l'espèce en Gironde et dans les Landes où les pratiques agricoles et sylvicoles l'ont éliminé . En tant que population ancienne et marginale (en limite d'aire actuelle de répartition) ces hêtres pourraient avoir une grande valeur pour la diversité génétique de l'espèce qui doit maintenant affronter les conséquences thermiques, écologiques et sanitaires du dérèglement climatique. Elle a en outre récemment beaucoup pâti de l'exploitation forestière et d'aménagements : elle a régressé de 35 km de vallée en 1993, à seulement 4,4 km en 2006.
Un programme de recherche porte sur la hêtraie, visant à restaurer et protéger ce patrimoine unique au monde, avec l'aide d'un syndicat mixte d'aménagement du bassin versant du Ciron chargé de restaurer la rivière.

### Phytosociologie
Pour le  phytosociologue, la hêtraie du Ciron relève de lʼalliance phytosociologique du Polysticho setiferi‑Fraxinion (de Polystichum setiferum, Polystic à soies et une seconde fougère : Phyllitis scolopendrium, Scolopendre officinale) (communautés végétales spécialisées de ravins ou de versants pentus frais, à sol neutrophile, des régions atlantiques), plutôt que du Tilio‑Acerion (de Tilia, le tilleul, et Acer, lʼérable) où le hêtre ne serait qu'une essence d'accompagnement.

## Compartiment sous-fluvial
Étant donné son contexte biologique et historique (refuge glaciaire), une partie du compartiment sous-fluvial du Ciron, et certaines de ses annexes karstiques pourraient également s'avérer d'une grande richesse écologique.
  
Ce compartiment n'a pas encore pu être inventorié. Il pourrait l'être avec un minimum d'effets négatifs pour le milieu par exemple avec une pompe Bou-Rouch, un matériel inventé en 1967 par deux naturalistes (Bou et Rouch) pour prélever des espèces de l'eau interstitielle des galets et gros graviers, qui a déjà permis de découvrir de nombreuses espèces d'une faunule jusqu'alors inconnue, composée principalement de vers, de mollusques et de crustacés vivant dans les interstices du lit caillouteux des rivières.